# Sör-Svergoträsket
Sör-Svergoträsket är en sjö i Sorsele kommun i Lappland och ingår i Umeälvens huvudavrinningsområde. Sjön har en area på 1,62 kvadratkilometer och ligger 377 meter över havet. Sör-Svergoträsket ligger i Vindelälven Natura 2000-område. Sjön avvattnas av vattendraget Kvarnbäcken. Vid provfiske har abborre, harr och sik fångats i sjön.

## Delavrinningsområde
Sör-Svergoträsket ingår i det delavrinningsområde (727312-158222) som SMHI kallar för Utloppet av Sör-Svergoträsket. Medelhöjden är 396 meter över havet och ytan är 5,59 kvadratkilometer. Räknas de 2 avrinningsområdena uppströms in blir den ackumulerade arean 11,83 kvadratkilometer. Kvarnbäcken som avvattnar avrinningsområdet har biflödesordning 3, vilket innebär att vattnet flödar genom totalt 3 vattendrag innan det når havet efter 324 kilometer. Avrinningsområdet består mestadels av skog (63 procent). Avrinningsområdet har 1,63 kvadratkilometer vattenytor vilket ger det en sjöprocent på 29,1 procent.